# Ignacy Krasicki

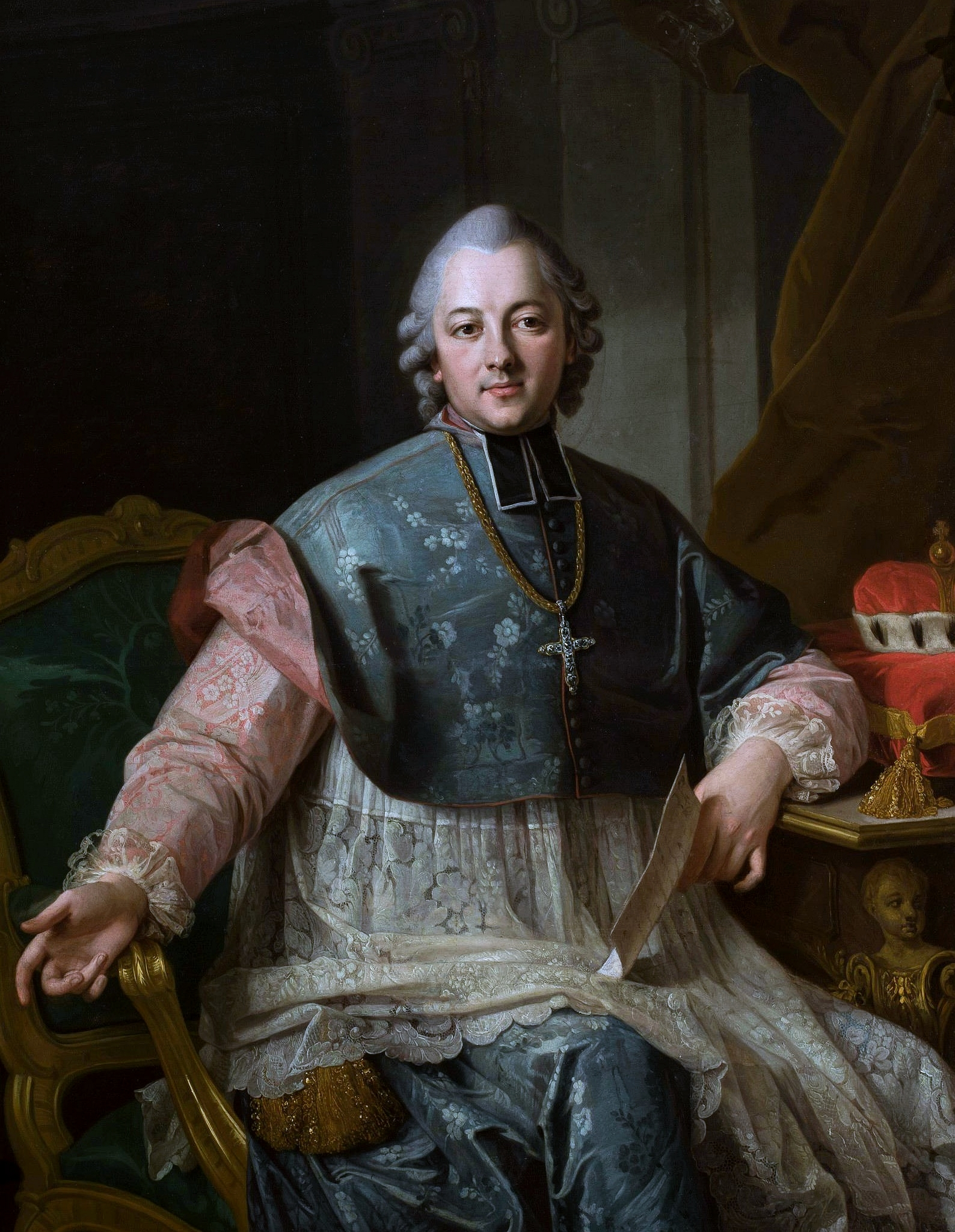
Krasicki als Fürstbischof von Ermland in Chorkleidung (Ölgemälde von Per Krafft dem Älteren, 1767/68)

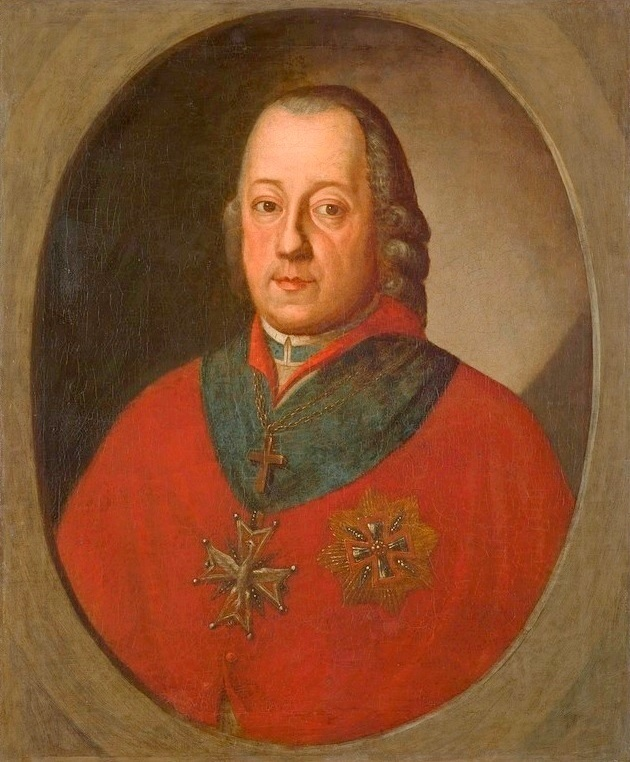
Primas und Erzbischof Ignacy Krasicki im Legatenpurpur (Ölgemälde von Friedrich Kloss, um 1790)

Ignacy Błażej Franciszek Krasicki anhörenⓘ (auch Graf Ignatius Krasicki; * 3. Februar 1735 in Dubiecko; † 14. März 1801 in Berlin) war Fürstbischof von Ermland, Erzbischof von Gnesen sowie Primas von Polen. Darüber hinaus war er ein bekannter polnischer Schriftsteller und Vertreter der Aufklärung in Polen-Litauen.

## Leben
Als ein Krasicki war Ignacy in der Rzeczpospolita ein Magnat und im Heiligen Römischen Reich ein Reichsgraf. Krasickis Ausbildung begann 1743 am Jesuiten-Kolleg in Lemberg, gefolgt vom Besuch des Seminars der Kongregation der Missionare vom heiligen Vinzenz von Paul von 1751 bis 1754 in Warschau. Nach der Priesterweihe im Jahr 1759 setzte er seine Ausbildung in Rom bis 1761 fort.
Der polnische König Stanislaus II. August berief Krasicki 1765 zum Hofkaplan; 1766 ernannt er ihn zum Koadjutor des Fürstbischofs von Ermland Adam Stanislaus Grabowski. Grabowski starb noch im gleichen Jahr; und der König setzte Krasicki als seinen Nachfolger ein. Die Bischofsweihe fand am 28. Dezember 1766 in der Theatiner-Kirche in Warschau statt.
Nach der Eingliederung des Fürstbistums in Preußen lernten sich Krasicki und König Friedrich der Große 1772 kennen. Friedrich übertrug ihm 1773 die Einweihung der Sankt-Hedwigs-Kathedrale in Berlin. Er schätzte den „wenig asketischen“ aufklärerischen Schriftsteller auch als Gesellschafter und lud ihn mehrmals zu seinen Winter-Tafeln ins Potsdamer Stadtschloss ein. Zugleich war Krasicki mit dem polnischen König Stanislaus August befreundet, der ihm 1774 den Orden vom Weißen Adler verlieh.
Friedrich berief Krasicki 1786 in die Akademie der Wissenschaften in Berlin. Das gute Verhältnis Krasickis zu den preußischen Königen blieb auch unter Friedrichs Nachfolgern bestehen. Friedrich Wilhelm II. nominierte ihn 1795 erfolgreich für die Wahl des Erzbischofs von Gnesen (Gniezno); die Ernennung erfolgte am 22. Dezember 1795. Friedrich Wilhelm III. verlieh ihm 1798 den Roten Adlerorden. 
Ignacy Krasicki starb am 14. März 1801 in Berlin. Seine sterblichen Überreste ruhten in der St.-Hedwigs-Kathedrale, bis sie 1829 in die Kathedrale von Gnesen überführt wurden.

## Schaffen
Die Bedeutung Krasickis ergibt sich weniger aus seiner hohen kirchlichen Stellung als aus seiner literarischen Tätigkeit. Die seelsorgerischen Aufgaben pflegte er zu delegieren und betätigte sich lieber als politischer Berater, Kunstmäzen, Dichter und Aufklärer. Ab 1765 veröffentlichte er zahlreiche Beiträge in der Warschauer Zeitschrift Monitor, z. T. unter Pseudonym. Er schrieb Theaterstücke und ließ diese in seiner Residenz aufführen.
Aus seiner Freundschaft mit Friedrich dem Großen resultierte die 1778 veröffentlichte satirische Schrift Monachomachia (dt. Mönchekrieg). Geschrieben für den aufgeklärten, religiös tolerant bis indifferenten Friedrich den Großen, brachte ihm diese Schrift heftige Kritik aus Polen ein; dass ein polnischer Bischof für einen preußischen Herrscher schrieb, der sechs Jahre früher die Teilung Polens unter seinen Nachbarn initiierte, stieß auf erhebliches Unverständnis. In Reaktion darauf verfasste Krasicki die Anti-Monachomachia (1780), um den schlechten Eindruck zu beseitigen.
Aus seiner Feder stammt eine Reihe weiterer Schriften, u. a. die 1779 erschienenen Fabeln und Parabeln sowie zahlreiche Satiren, Komödien und Gedichte. 1781 gab er in der Warschauer Druckerei von Michael Gröll die erste polnische Enzyklopädie in zwei Bänden heraus.
Krasicki gilt heute als einer der bedeutendsten Vertreter der polnischen Literatur der Aufklärung.

## Werke
- Myszeis (Mäuseade) 1775, dt. 1790
- Mikołaja Doświadczyńskiego przypadki (Die Begebenheiten des Mikolaj Doświadczyński) 1775
- Pan Podstoli (Der Herr Untertruchsess) 1778, dt. 1779
- Monachomachia (Krieg der Mönche, Satire auf Unwissenheit und Trägheit der Mönche) 1778, dt.
- Bajki i Przypowieści (Fabeln und Parabeln), 1779, dt. 1796
- Antimonachomachia. Grölla, Warschau 1780. (Digitalisat)
- Fabeln. [Nachdichtungen von Martin Remané. Illustrationen von Jan Marcin Szancer.] Berlin, Holz, 1956.